# フランチェスコ・ツッカレリ
フランチェスコ・ツッカレリ（Francesco Zuccarelli、1702年8月15日 - 1788年12月30日）は18世紀、ロココ期のイタリアの画家である。何度かイギリスを訪れ、ロイヤル・アカデミー・オブ・アーツの創立メンバーの一人となった。

## 略歴
トスカーナのピティリアーノに生まれた。フィレンツェで風景画家のパオロ・アネージ（1697-1773）の工房で修業した後、ローマに出て、ジョヴァンニ・マリーア・モランディ（1622-1717）の工房やピエトロ・ネッリ(Pietro Nelli)のもとで修業した。
1732年からヴェネツィアで働き始め、イギリスのヴェネツィア領事で美術コレクターのジョセフ・スミス(Joseph Smith)の支援を受けるようになり、スミスの注文を受けて多くの風景画を描いた。
1752年に初めてイギリスに渡り、ツッカレリの作品はイギリスで人気になった。1762年に一旦、ヴェネツィアに戻り、1763年にはヴェネツィア美術アカデミーの会員に選ばれた。1765年から再びロンドンで活動を始め1768年にはロイヤル・アカデミー・オブ・アーツの創立メンバーの一人となった。1771年までイギリスで活動した後、イタリアに戻り、1772年にヴェネツィア美術アカデミーの会長に選ばれた。その後はフィレンツェやローマで活動した。
弟子にはジュゼッペ・ザイス(Giuseppe Zais)やヴィットリオ・アメデオ・チニャローリ(Vittorio Amedeo Cignaroli)らがいる。

## 作品

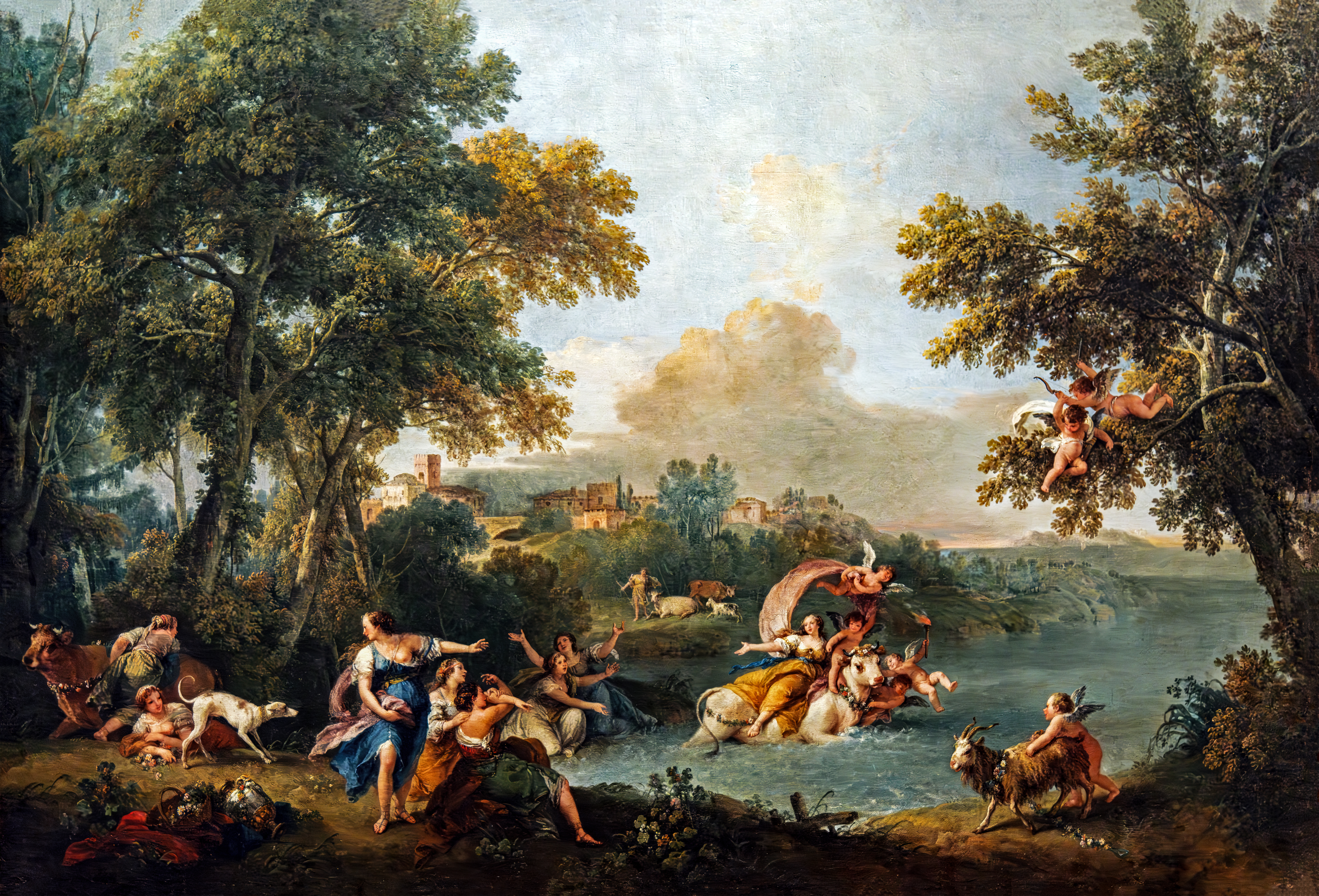
「エウロペの略奪」(1740年代0)
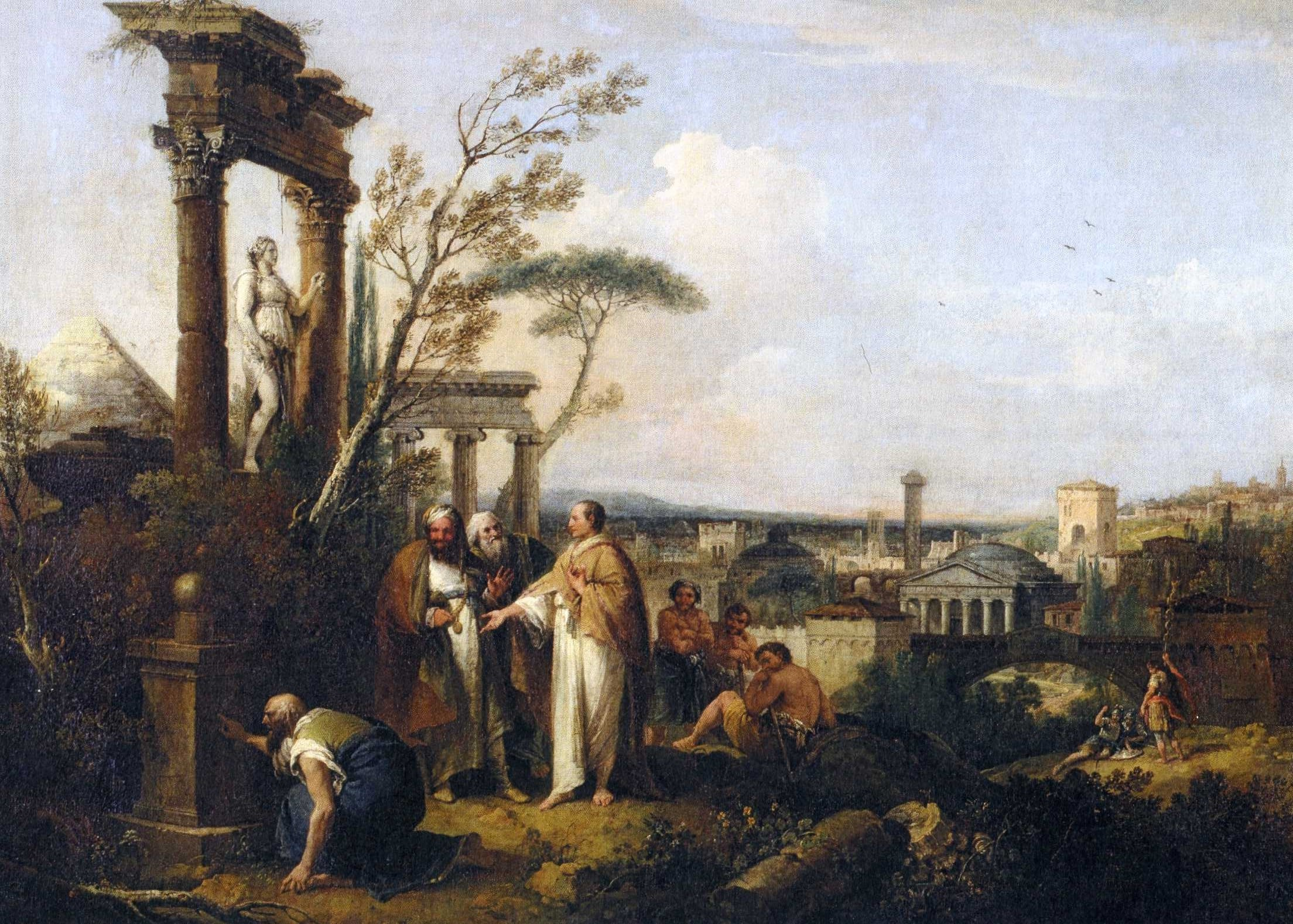
アルキメデスの墓を発見したキケロ(1747)
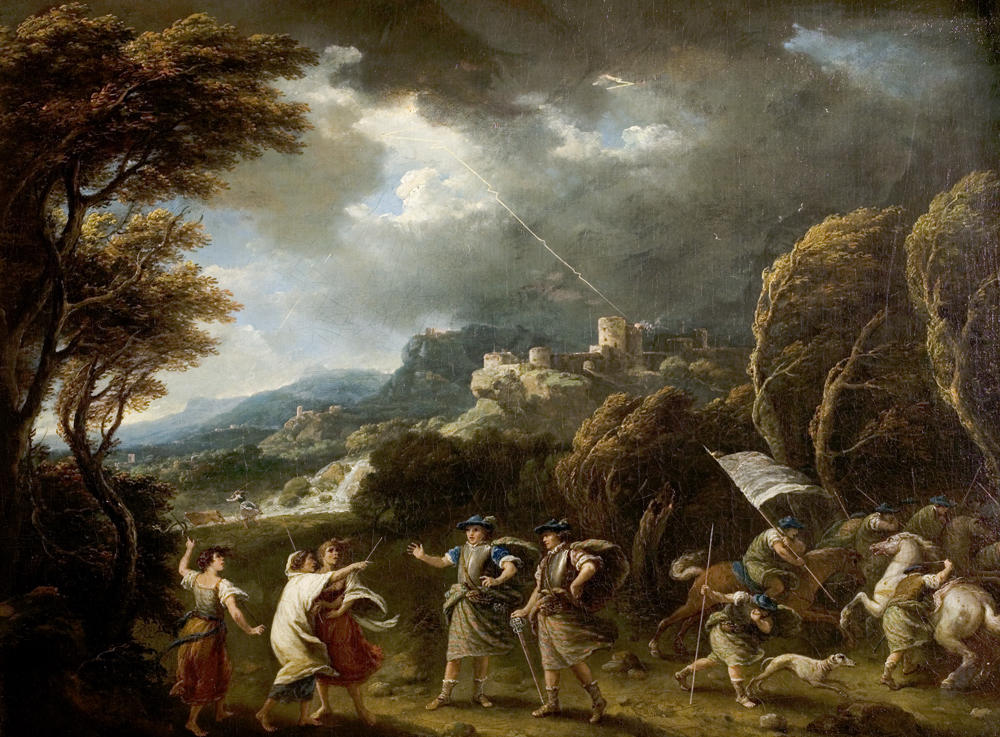
マクベスと魔女たち　(1760年代)
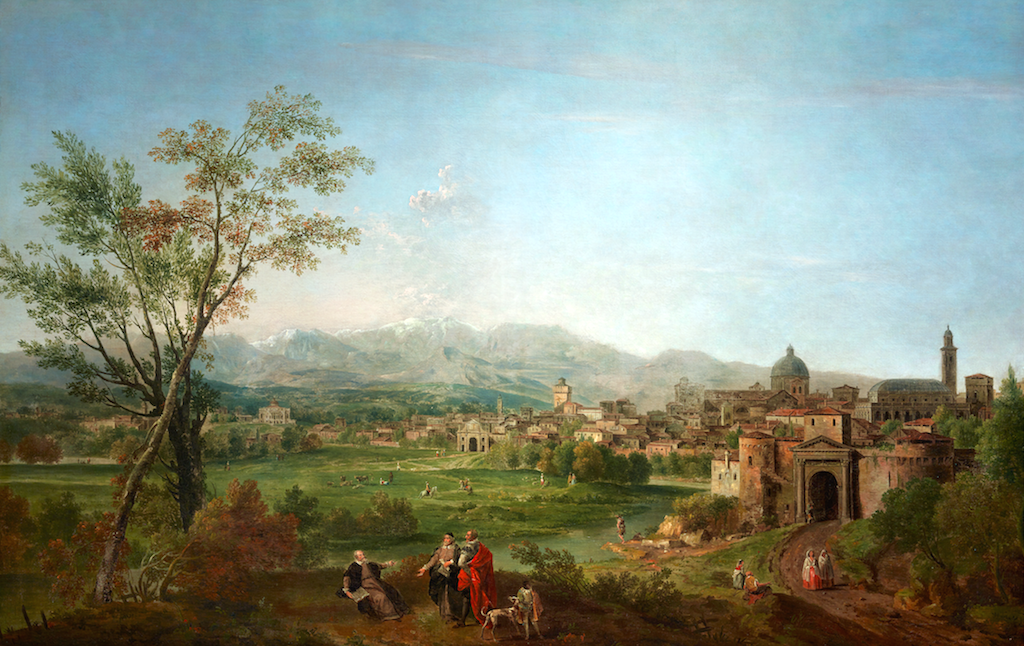
ヴィチェンツァの風景 (c.1760)
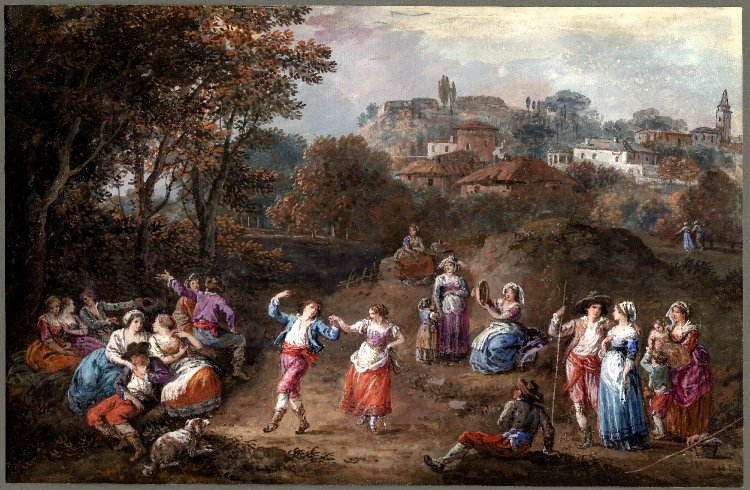
イタリアの祭りの風景
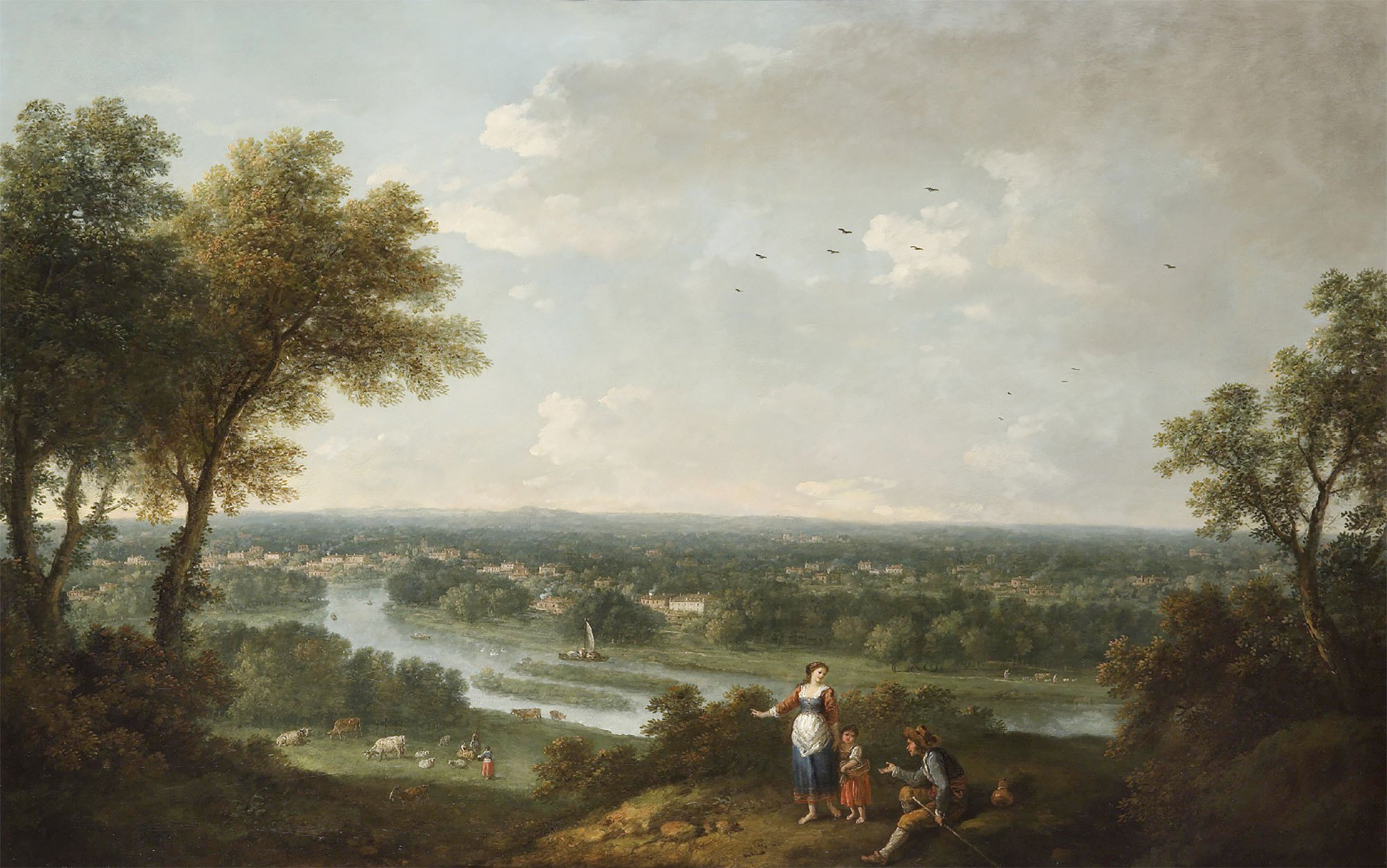
テムズ川の風景